# 香蕉共和國 (服飾)

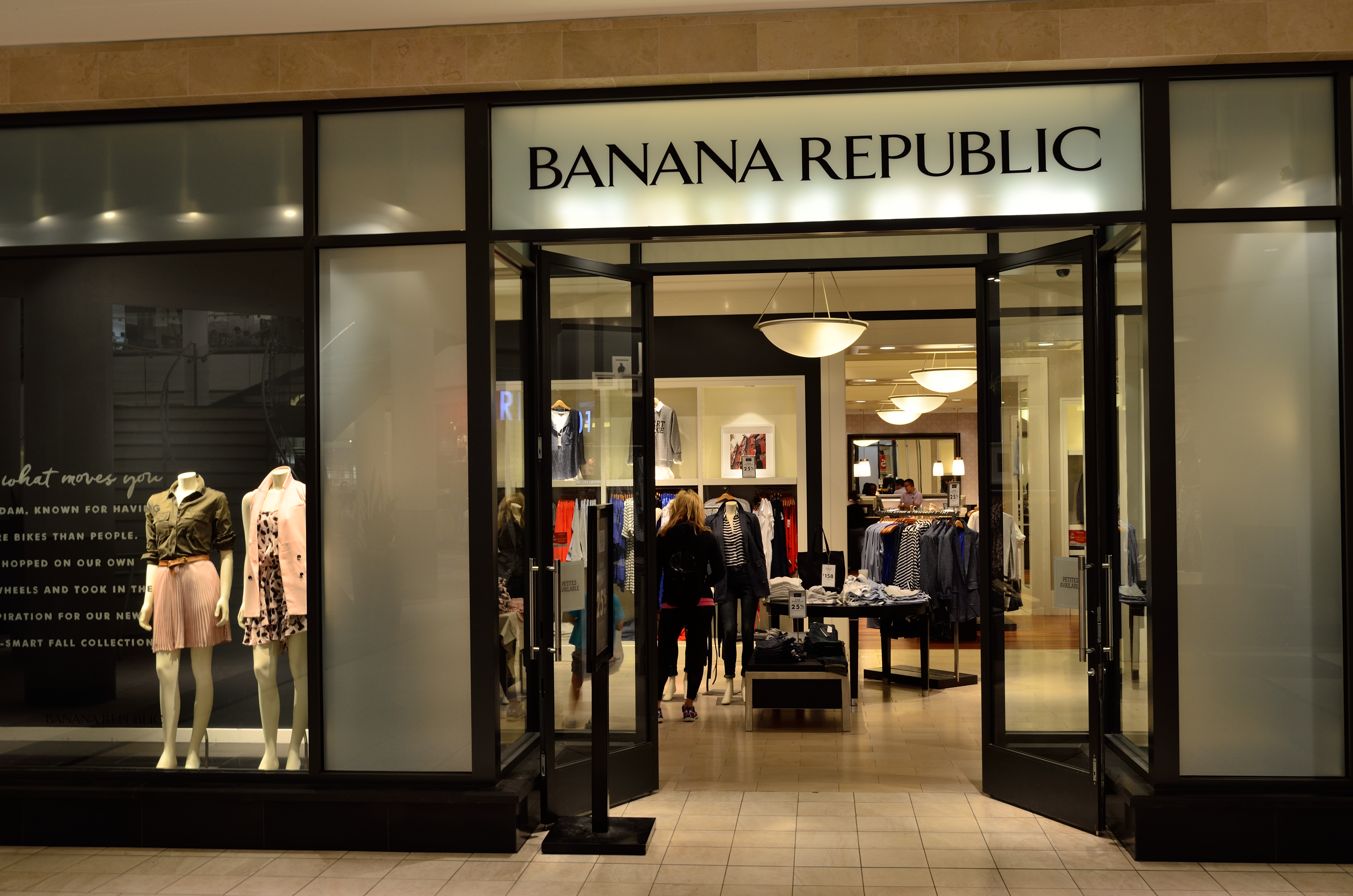
位於北美的香蕉共和國

香蕉共和國（Banana Republic）乃一美國服飾品牌，由梅爾·齊格勒與派翠西亞·齊格勒於1978年所創，曾一度被定位以旅行為主題的服裝公司。爾後，該品牌擺脫其原有的熱帶或旅遊相關等風格。公司後來於1983年被Gap股份有限公司所收購。Gap將Banana Republic定位成高價位的高檔品牌，銷售對象主要是白領階級，進而設計時尚並典雅的服裝，並且开始涉足眼鏡、香水、珠寶等周边領域。在五年時間内，全美开有約一百家店鋪。Banana Republic自詡為一高貴奢華，卻又容易親近的時尚品牌，提供都會人一個高質感服飾與配件的精緻選擇。截至2011年4月30日為止，Banana Republic在全球擁有逾六百家分店，包含611家直營店鋪，以及31間加盟分店。

## 歷史
原來的Banana Republic是由梅爾·齊格勒與派翠西亞·齊格勒於1978年所創立的。當時是一間擁有兩家分店並以遊獵為主題的服裝公司。曾透過有著奇特風格的手繪郵購型錄銷售其大多數商品，其中引進高檔且獨特的品項，每項物品通常皆有以充滿異國風情的地區為背景的虛構故事，類似的故事情境也被刻意地添加在其他基本款式的產品中。隨著零售業務的擴大，Banana Republic成了遠近馳名的主題裝飾商店，當中不乏風格地道的裝飾物品，如真實的吉普車和簇葉，以及能渲染店內氣氛的裝飾元素，如霧和蒸汽。
Gap於1983年收購Banana Republic，至終將其轉型以奢華為主流的服飾零售商。以旅遊為導向的奇特商品被淘汰，取而代之的是較為奢華，但不過份獨特的物件，也就是目前眾所周知的樣貌。為要將自身的品牌形象定位成較Gap為高的檔次，Banana Republic偶爾會購買並整修歷史建築，以作為其零售服務的據點。這麼一來在擴大了品牌吸引力的同时，其购买本身也给公司增加了一項有效的經營策略。不过这也使得Banana Republic從前的愛好者認為该品牌已成為了資產階級的代名詞。

### 大事紀
- 1978 - 首間Banana Republic店鋪於美國加利福尼亞州的磨坊谷開張。
- 1979 - Banana Republic開始發送有旅行和舶來品的型錄。
- 1983 - Gap公司 收購Banana Republic—一間定位以遊獵為主題的服裝公司。
- 1984 - Banana Republic的1984年夏季商品型錄創下超過一百萬人次訂閱的紀錄。透過型錄所下的訂單達到佔銷售量的五成。
- 1988 - Banana Republic的第一百家分店開幕。
- 1988 - Banana Republic中止其旅遊與遊獵的商品型錄。
- 1990 - Gap公司的第一千家店鋪（一間位於紐約州水牛城的Banana Republic分店）開幕。
- 1993 - Banana Republic藉由擴大其商品範圍（包括服裝以外的珠寶和小型皮革產品）而開始過渡至一種展現生活形式的品牌。
- 1995 - 第一間位於美國以外的Banana Republic分店在加拿大英屬哥倫比亞省的溫哥華開幕。
- 1995 - Banana Republic以推出個人護理以及鞋類等產品線而持續其生活形式的品牌形象。
- 1996 - Banana Republic推出禮品與家居飾品系列。
- 1998 - Banana Republic首支於全國亮相的電視廣告片中，有其麂皮產品的特別介紹。
- 1998 - Banana Republic推出其首張自有品牌之信用卡。
- 1998 - Banana Republic之年銷售額超過十億美元。
- 1999 - Banana Republic發佈其網路商店—BananaRepublic.com。
- 2000 - Banana Republic出現在一部由國家廣播公司所播出的相當受歡迎的情景喜劇—威爾與格蕾絲。在其中的幾集，肖恩·海斯飾演一位名為賈克·麥法蘭的Banana Republic銷售助理。
- 2001 - Banana Republic的嬌小型尺寸在網上獨家首發。
- 2004 - Banana Republic與美國精彩電視台合作，利用當時的熱門真人實境秀—決戰時裝伸展台結合置入性行銷。
- 2005 - 首家位於日本的Banana Republic店鋪在東京銀座的春天百貨銀座分店開幕。
- 2007 - 第一間Banana Republic加盟連鎖店於巴林的麥納瑪開幕，而位在印尼雅加達、科威特的科威特市，阿拉伯聯合大公國的阿布達比、馬來西亞吉隆坡、新加坡、南韓的首爾以及阿曼的馬斯喀特等分店亦陸續開張。
- 2008 - 首家位於英國的Banana Republic店鋪在倫敦攝政街開幕。第一間位於沙烏地阿拉伯的Banana Republic加盟店在吉達開業。Banana Republic在位於菲律賓馬卡迪市的Greenbelt 5購物中心開設了旗艦店。
- 2009 - Banana Republic於美國的拉斯維加斯、斯科茨代爾和紐約蘇活區發表其「創新」概念店。
- 2009 - Banana Republic在美國的韋斯特菲爾德舊金山中心推出首間限量精品店—Edition by Banana Republic。[2]
- 2010 - Banana Republic與其他同為Gap股份有限公司之旗下品牌的網路商店和全球電子商務提供商—FiftyOne 推出國際運送服務。Banana Republic首間位於歐陸的旗艦店在義大利米蘭開幕。[3]
- 2010 - Banana Republic在位於加州科斯塔梅薩的南海岸購物廣場、紐澤西州派拉莫斯的花園州購物廣場、加州聖馬刁的希爾斯代爾購物中心以及密蘇里州堪薩斯城的鄉村俱樂部購物廣場開設「創新」店，並將於十一月份在加拿大卑詩省本那比鐵路鎮的大都會購物廣場。[4]
- 2011 - 以廣告狂人為發想的限量版系列於八月十一日始在店內販售，該系列由創意總監賽門·尼恩與廣告狂人劇服設計師凱薩琳·珍·布萊恩（或作珍妮·布萊恩）所合作發表。[5][6]
- 2011 - 首家位在俄羅斯的Banana Republic加盟連鎖店於莫斯科開幕。
- 2011 - 首間位於法國巴黎的Banana Republic分店在香榭麗舍大道開張。
- 2011 - 截至目前為止，Banana Republic擁有十二間「創新」店。其中十間位於美國，兩間位在加拿大。

## 產品線
| 系列 - BR Monogram - Edition by Banana Republic - Heritage | 限量版 - Anna Karenina® - Issa London® - Luxe Leisure - Mad Men® - Milly NY® - Trina Turk® |

## 店鋪數目
截至2011年第一季為止，Banana Republic在32個國家內擁有642家直營店與加盟店，並在其官方網站上提供20個國家宅配運送，且有透過第三方將商品遞送至50多國的服務。
| 北美洲 - 加拿大 40 - 美国 536 | 亞洲 - 印度尼西亞 3 - 日本 28 - 科威特 1 - 马来西亚 2 - 菲律賓 2 - 1 - 俄羅斯 1 - 沙烏地阿拉伯 3 - 新加坡 2 - 9 - 土耳其 6 - 阿联酋 3 | 歐洲 - 義大利 1 - 法國 1 - 英国 8 |  |

非洲
- 摩洛哥 1

南美洲
- 智利 1
- 巴拿马 2

## 外部連結
- BananaRepublic.com （页面存档备份，存于） · 美國官方網站
- BananaRepublic.ca （页面存档备份，存于） · 加拿大官方網站
- BananaRepublic.co.jp （页面存档备份，存于） · 日本官方網站
- BananaRepublic.eu （页面存档备份，存于） . 歐洲官方網站